# Oldsmobile Golden Rocket
Pour les articles homonymes, voir Oldsmobile, Golden et Rocket.
Une Oldsmobile Golden Rocket (fusée dorée Oldsmobile, en anglais) est une voiture de sport GT concept car futuriste, du constructeur automobile américain Oldsmobile (de General Motors) présentée au salon automobile General Motors Motorama de 1956,.

## Histoire
A l'image de nombreux concept-cars futuristes de voitures à turbine de « l'ère du jet supersonique » de l'époque, (de style Tucker '48 (1947), General Motors Le Sabre (1951), Ford FX-Atmos (1954), Ford Mystere (1955), Cadillac Cyclone (1959), ou General Motors Firebird (1959)...) et probablement inspiré entre autres du nom du projet Golden Rocket (en) de train à grande vitesse Chicago-Los Angeles des années 1940, ce concept car (également nommé XP-400 / SO 2490) est conçu pour l'image promotionnelle commerciale de l'industrie Oldsmobile de General Motors, présenté avec succès au salon automobile General Motors Motorama 1956, puis entre autres au salon de l'automobile de Paris 1957, ainsi que dans les médias, avec par exemple, le court métrage promotionnel commerciale publicitaire « Design for Dreaming (en) » (design de rêve) de présentation de « maison du futur (en) » de l'époque, et de la gamme de voitures de 1956 du groupe General Motors.

### Carrosserie
Ce prototype futuriste est conçu par Harley J. Earl (chef designer et vice président emblématique de General Motors) avec une carrosserie aérodynamique légère en fibre de verre, de couleur cuivre-or métallisé, au design inspiré des avions fusée de l'aéronautique, de l'ère du jet supersonique, de l'ère spatiale (la NASA est créée en 1958), et de science-fiction de l'époque, avec cockpit et toit à ouverture en porte papillon inspirés des Mercedes-Benz 300 SL de 1954, arrière fastback (repris pour un prototype de Chevrolet Corvette C1 de 1958), ailerons inspirés de l’aéronautique, nombreux chromes, intérieur cuir, et tableau de bord futuriste inspiré des cockpits d'avion,... 

### Motorisation
Elle est motorisée par un moteur V8 Rocket Oldsmobile (en) poussé à 5,3 L pour 275 ch, avec boite de vitesse automatique Hydramatic (en) de la marque.

## Télévision et cinéma
- 1956 : Design for Dreaming (en) (design de rêve) court métrage promotionnel commerciale publicitaire de « maison du futur (en) » de l'époque, et de la gamme de voitures de 1956 du groupe General Motors.